# 飛哥與小佛
《飛哥與小佛》是由丹·波文邁爾和傑夫‧馬許為迪士尼頻道和迪士尼XD創作的美國動畫音樂喜劇影集。該系列於2007年至2015年期間播出了四季，並於2025年回歸推出全新兩季。故事講述一對繼兄弟飛哥·福林與小佛·富雷查在暑假期間，每天建造令人驚嘆的創意工程或展開奇妙的冒險，然而，他們的姐姐凱蒂絲對此感到煩惱，經常試圖向母親揭露他們的計劃。劇情結構固定，並充滿每集都會出現的趣味笑料。
波文邁爾與馬許於1990年代在參與《辛普森一家》與《洛可的摩登生活》等動畫製作期間，構思了該劇的登場角色，靈感來源於他們童年時的暑假經歷。兩人共同開發此劇，歷經16年的提案才成功將其售予華特迪士尼公司。《飛哥與小佛》由迪士尼电视动画公司製作，並於2007年8月17日作為電視電影《歌舞青春2》的首播節目首次亮相，之後在同年9月28日再次預播，並於2008年2月1日正式在迪士尼頻道首播。該劇於2015年6月12日結束，直到2023年1月宣佈續訂兩季新內容，首季於2025年6月5日在迪士尼頻道及Disney+首播。
《飛哥與小佛》是迪士尼頻道最成功的動畫系列之一，在美國有線電視網中擁有高收視率，並帶動了周邊商品、現場巡演、衍生劇集及電影的開發。包含2011年推出的電視電影《飛哥與小佛電影版：超時空之謎》以及2020年在Disney+上架的續作《飛哥與小佛電影版：凱蒂絲對抗宇宙》。影評人對該劇的編劇及幽默給予高度評價，認為其適合不同年齡層的觀眾，但部分評論也指出其創意不足及公式化的敘事結構。該劇在2010年獲得日間艾美獎最佳動畫編劇獎，並在黃金時段艾美獎中多次榮獲動畫個人成就獎。

## 故事簡介
|  | 別低估異想天開的力量，因為它是發明的原動力！ |

住在丹村市的福林富雷查一家，有兩個年僅9歲的兒子，飛哥·福林跟其繼弟小佛·富雷查，雖然兩兄弟沒有血緣關係，但兩人充滿著絕佳默契以及無限想像力和行動能力。隨著暑假的來臨，他們已經準備好發揮自己無止盡的天馬行空能力與創意。
飛哥與小佛每天都能夠創造新奇誇張的物品，例如在後院造雲霄飛車、蓋大峽谷，發明複製機器人。但是擁有無比想像力的飛哥、小佛卻有一個愛告密的姐姐 - 凱蒂絲·福林，凱蒂絲總是想要向媽媽告狀說弟弟們每天都在做驚悚駭人的事情，但結局卻總是以告狀失敗收場，讓媽媽誤以為她是一個擁有青少年妄想症的少女……飛哥跟小佛還有一隻寵物鴨嘴獸，名叫泰瑞，平時懶洋洋不愛動還擁有一對外八鬥雞眼，偶而還會發出一陣呱拉～呱拉～的奇異叫聲，但是私底下牠卻是一個動物特務。常常為了阻止瘋狂而且邪惡的科學家漢斯·杜芬舒斯的詭異行動而試著去撂倒他。

## 集數列表
大多數集數以兩個11分鐘短篇成對播出，也有部分集數單獨播出。迪士尼電視以兩種形式製作本劇集數：主要製作為22分鐘的成對單元，也同時製作為個別集數。因此，每個15分鐘的短篇都有獨立製作片尾畫面，而在打包成對的版本中，通常僅播放第二個短篇的片尾。
目前該系列多以22分鐘成對形式播出，單獨版本有時作為節目時段的填補內容播放。數位平台與串流服務（如iTunes與Disney+）則通常以成對的形式收錄各集。
| 季 | 季 | 集數 | 播出日期(美國)       | 播出日期(美國)       |
| 季 | 季 | 集數 | 首次播映日期（美國） | 最後播映日期（美國） |
| -- | -- | ---- | -------------------- | -------------------- |
|    | 1  | 47   | 2007年8月17日        | 2009年2月18日        |
|    | 2  | 65   | 2009年2月19日        | 2011年2月11日        |
|    | 3  | 62   | 2011年3月4日         | 2012年11月30日       |
|    | 4  | 48   | 2012年12月7日        | 2015年6月12日        |
|    | 5  | 20   | 2025年6月5日         |                      |

## 人物列表

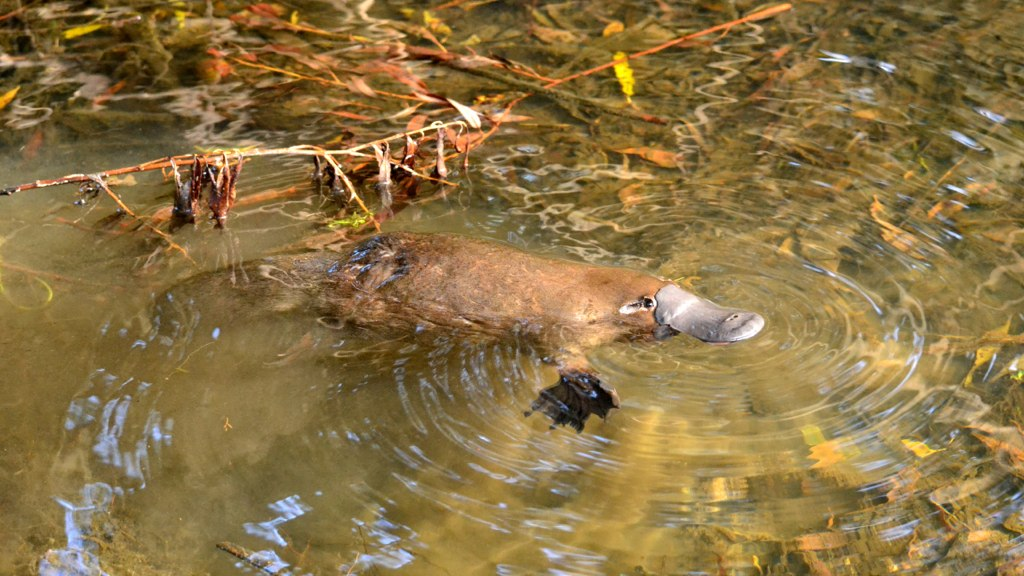
鴨嘴獸因其有趣的外表而被納入該系列。

本劇的主角們生活在一個重組家庭中，這一設定在兒童節目中較為少見，並反映了創作者馬許本人的成長背景。馬許認為解釋角色的家庭背景「對孩子們的生活而言並不重要。他們是一個很棒的重組家庭，這就足夠了。」選擇鴨嘴獸作為男孩們的寵物同樣源自於其在媒體中的冷門形象，以及這種動物引人注目的外觀。文邁爾與馬許希望選擇一種不常見的物種，一種孩子們無法「在寵物店裡挑出來並央求父母購買」的動物。鴨嘴獸也給了他們創作上的自由，因為「沒有人真正了解牠們」，並使他們能擁有該「心智資產」，使人們一想到「鴨嘴獸」就聯想到特務P，就如同現今一提到「怪物」便會聯想到史瑞克一樣。馬許表示，角色們「既酷又聰明，卻不帶惡意」。動畫導演羅伯·休斯（Rob Hughes）則指出：「在其他節目中，每個角色不是愚蠢就是討人厭，但這部作品中沒有愚蠢或惡劣的角色。」

## 製作

### 早期靈感

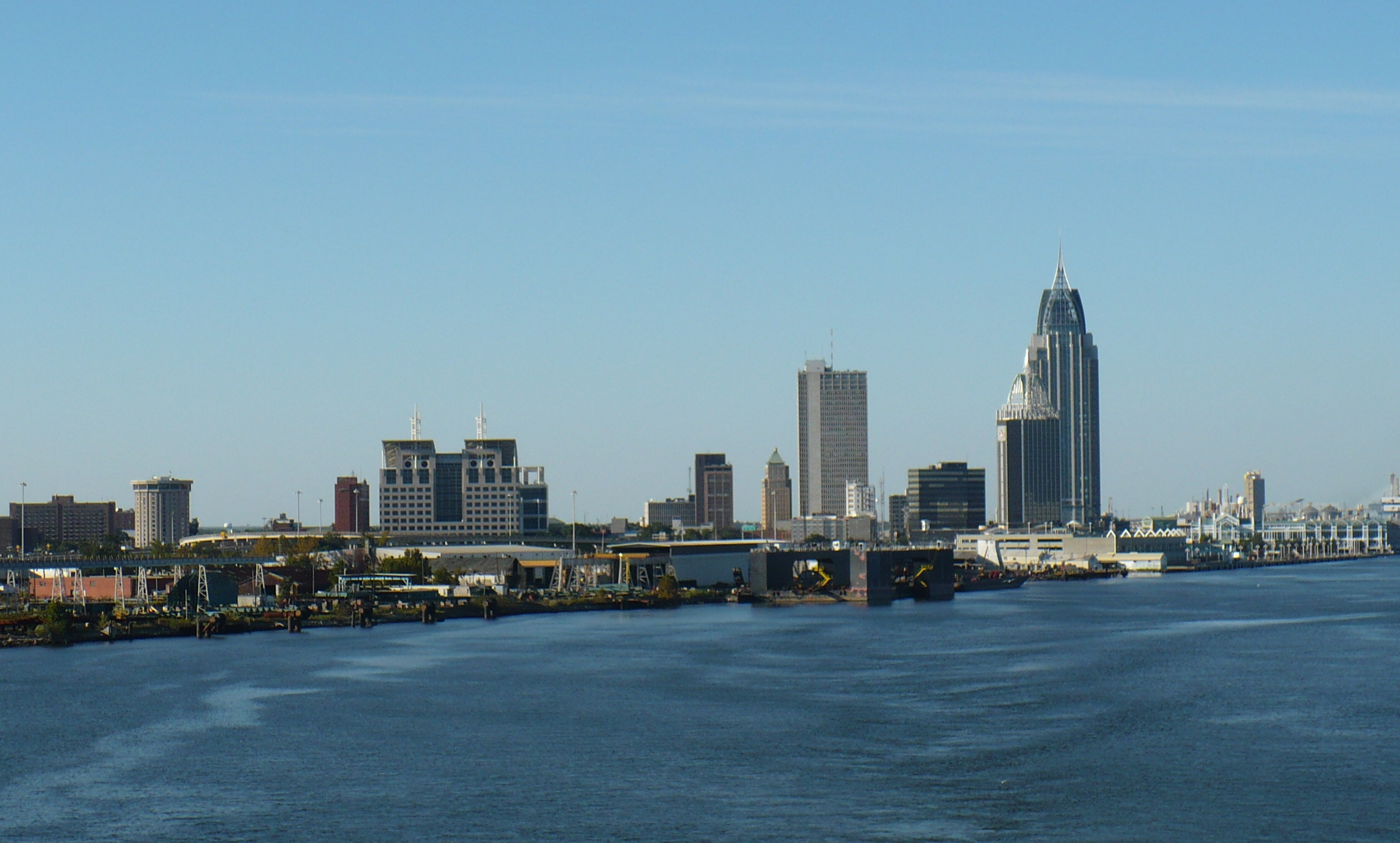
丹·波文邁爾的創作靈感來自他在阿拉巴馬州莫比爾的童年時光。

據該節目的主創丹·波文邁爾表示，《飛哥與小佛》的構想源於他在阿拉巴馬州莫比爾度過的童年時光。當時他的母親曾告訴他，暑假不應該虛度，因此他會以挖洞、拍攝家庭影片等各種創意計畫來充實假期生活。波文邁爾回憶道：「我媽媽讓我把一塊黑布掛在客廳的一端，當作太空背景。我會把小型太空船模型吊起來，拍攝自己用Super 8拍的小電影。」
波文邁爾自小具有藝術天賦，曾在藝術展覽中展出極具細節的繪畫作品。
傑夫‧馬許則是在一個成員眾多的大家庭中成長。與波文邁爾相似，馬許的暑假同樣充滿各種尋找樂趣的活動。

### 節目構想
波文邁爾在南加州大學就讀期間，開始創作並連載每日漫畫《人生如魚》（Life Is a Fish），並透過販售相關周邊商品賺取收入。他最終選擇輟學，靠著在街頭為人畫畫維生。直到湯米·鐘邀請他為1990年電影《異想天開》製作一段動畫，他才正式展開動畫創作的職涯。此後，波文邁爾參與了《忍者龜》等節目的製作。
馬許原本擔任某家電腦公司的銷售與行銷副總裁，直到因長期壓力導致情緒崩潰，決定辭職轉換跑道。在朋友的幫助下，他整理出一份作品集，並正式投身動畫產業。
波文邁爾與馬許曾在《辛普森家庭》中擔任版面設計師，座位正好相對。他們因幽默感與音樂品味相近而結為好友。後來，他們一同加入尼克兒童頻道節目《洛可的摩登生活》擔任編劇，並在此期間共同構思出原創動畫節目的構想。
某天，他們在加利福尼亞州南帕薩迪納的Wild Thyme餐廳用餐時，波文邁爾在一張肉紙上隨手畫出一個「三角形小孩」的塗鴉。他撕下這張畫，當晚便打電話給馬許說：「嘿，我想我們的節目有了雛形。」這張三角形塗鴉激發了角色造型與整體視覺風格的快速發展。
波文邁爾認為這幅畫「看起來就像個飛哥（Phineas）」，而小佛（Ferb）這個名字則來自他的一位朋友，「全世界工具最多的人」。兩位創作者在角色設計中大量採用角度鮮明的幾何圖形，向曾任米高梅與華納兄弟動畫導演的德克斯·艾弗里致敬，並將這些幾何元素延伸應用至背景設計，以確保整體視覺風格的一致性。

### 獲准開發

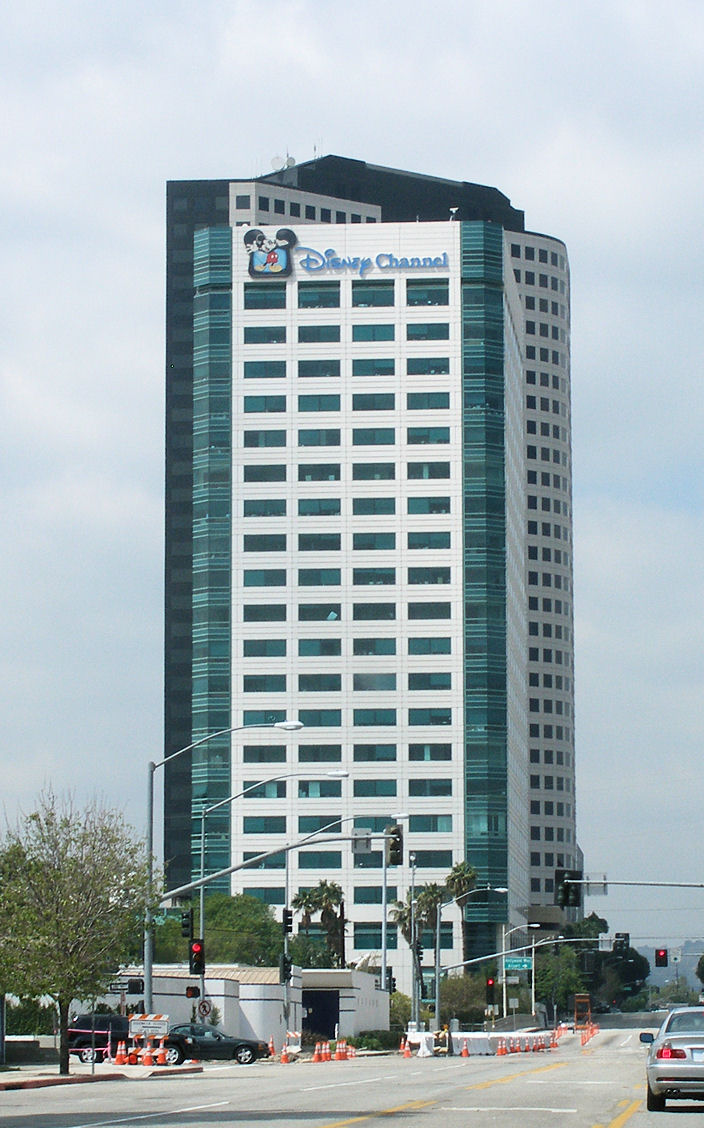
迪士尼頻道最終成為首個願意給該劇機會的電視網，儘管波文邁爾最初向其提案時曾遭到拒絕。

波文邁爾與馬許在早期多次嘗試提案《飛哥與小佛》皆未成功。儘管對節目的構想充滿信心，兩人在完成《洛可的摩登生活》後逐漸分道揚鑣。馬許遷居倫敦，參與《郵差叔叔派特》及《賞金倉鼠》等動畫節目的製作；波文邁爾則投入福斯廣播公司黃金時段動畫《蓋酷家庭》以及尼克兒童頻道的《海綿寶寶》之中，並隨身攜帶節目提案資料夾，持續向卡通頻道、Fox Kids等電視網提案。惟各方均以節目設定過於複雜、難以推廣為由婉拒。
波文邁爾並未氣餒，再度向尼克兒童頻道提案。儘管高層曾表示認真考慮，但最終仍以相同理由回絕。歷經長達16年的提案歷程後，波文邁爾終於獲得與迪士尼接洽的機會。儘管迪士尼並未立即批准製作，僅表示會「保留資料」，波文邁爾起初認為這只是客套話，意即提案將遭棄置。然而，迪士尼後續卻意外表示接受提案。
波文邁爾回憶：「迪士尼是第一個說：『讓我們看看你能否在11分鐘內完成一集』的電視網。我們製作了試播集後，他們便說：『那我們來看看你能否完成26集。』」
波文邁爾原先擔心，自己曾參與以低俗幽默著稱的成人動畫《蓋酷家庭》，可能會使以家庭觀眾為主的迪士尼有所顧忌。然而，迪士尼頻道原創節目部資深副總裁亞當·博內特（Adam Bonnett）恰為《蓋酷家庭》的愛好者，對波文邁爾的創作背景表示肯定，進而積極接納其提案。
2006年，《飛哥與小佛》獲得迪士尼頻道正式批准製作後，波文邁爾與馬許隨即將目標轉向迪士尼國際部，盼能拓展海外市場。兩人未採用傳統劇本提案形式，而是以分鏡板方式製作短片，並加入配音與音效，由波文邁爾親自剪輯成影片。這種創新提案方式獲得國際部主管的肯定，促使節目在全球範圍內獲得支持。

## 節目製作

### 編劇

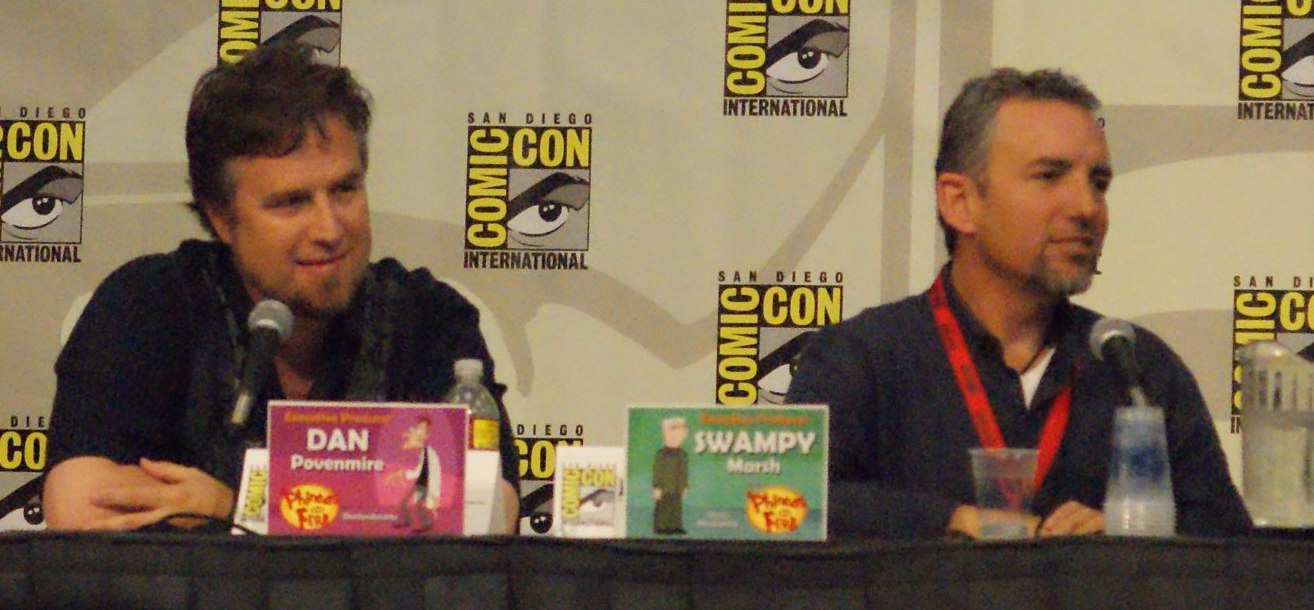
《飛哥與小佛》共同創作者丹·波文邁爾與傑夫‧馬許，攝於2009年

本節目由四位主要編劇根據「嚴格的準則」構思故事點子，例如男孩們的計畫永遠不會顯得「帶有魔法」。故事會在每週一的會議中進行審查，然後同步進行腳本撰寫與分鏡繪製。在分鏡圖製作前，會先建立一個非常粗略的設計，只包含基本場景與對話建議；接著編劇們會為全體製作團隊進行「逐場景講解」的走讀，觀察大家對笑點的反應，並根據反應進行重寫。 編劇們也會在每一集中加入固定笑梗，這些笑梗通常是角色常說的台詞。 幾乎每一集都分為兩段各11分鐘的小單元。丹·波文邁爾坦言每集的「A主線」，即飛哥與小佛的發明部分，其實並不構成一個真正的劇情，而只是設定；真正的劇情是關於凱蒂絲、泰瑞與杜芬舒斯博士的部分。他說：「故事的本質是角色因為發生的事件而產生變化。而男孩們永遠不會改變，他們不會從中學到任何事，從沒有真正的障礙，一切總是順利解決。」
本劇的大部分幽默依賴於近乎每集都出現的固定笑梗，但每次會稍有變化。節目中的某些幽默元素則針對成人觀眾設計，包括頻繁出現的大眾文化引用。共同創作者波文邁爾曾參與製作《蓋酷家庭》，他希望打造一部比較少「粗俗」但依然具備節奏感、元幽默、搞笑的空白凝視、文字游戏與打破第四面牆等特色的節目。 波文邁爾形容該節目是《蓋酷家庭》與《海綿寶寶》的結合。 共同創作者馬許則表示，該節目並非專門為兒童創作；他只是沒有將兒童排除在目標觀眾之外。
在原始播映期間，本節目採取分鏡主導製作方式；但自第五季起，改為劇本主導方式。

### 視覺風格與動畫
位於韓國草圖韓國、臺灣宏廣、位於上海市的Morning Sun Animation和Synergy Animation，以及蘇州市的鴻鷹動畫與鴻光動畫負責本系列的動畫製作，使用的動畫軟體為Toon Boom。波文邁爾與柴克·蒙克利夫、羅伯特·休斯一同擔任製作指導。本作的視覺風格採納了動畫師特克斯·埃弗裏的藝術特色，例如在角色、物體與背景中融入幾何圖形。波文邁爾表示：「其中有一些特克斯·埃弗裏的風格，他後期的卡通就有那種非常圖像化的風格。」三角形作為彩蛋出現在每集的背景中，有時藏在樹木或建築物裡。
鮮明的色彩也是本作動畫的一大特色。馬特解釋說：「我們最終想營造的是糖果的感覺。我覺得本作成功的原因之一是角色本身色彩明亮、像糖果一樣，而我們的背景則較寫實：草地是柔和的綠色，圍籬是天然的木質色調。為了讓他們做的所有事情成立，他們的世界需要有現實感作為基礎。」設計團隊希望讓角色外型簡單，讓小孩「可以輕鬆畫出來」。角色的設計也力求從遠處就能辨認出來，這種手法受到马特·格勒宁設計理念的啟發，他希望角色能僅憑剪影就讓人認出來。

### 配音員
飛哥和小佛分別由文森特·馬特拉和托马斯·桑斯特（第1至4季配音）以及小大衛·艾瑞戈（第5季起配音）配音。桑斯特是眾多英國演員之一，這與馬許在英國居住七年並對英國文化產生深厚感情有關。
其他配音員包括艾希莉·提斯代爾聲演他們的姐姐凱蒂絲；鮑比·蓋勒聲演布佛；馬里克·潘考利聲演巴吉；迪·布萊德利·貝克配音鴨嘴獸泰瑞；卡洛琳·瑞亞聲演琳達，飛哥和凱蒂絲的母親，也是小佛的繼母；理查德·奧布萊恩聲演勞倫斯，小佛的父親，飛哥和凱蒂絲的繼父；傑克·麥克布萊爾聲演爾文，一位崇拜飛哥和小佛的粉絲，也是《飛哥和小佛》粉絲網站的創建者；胡凯莉聲演凱蒂絲的好友史黛西；創作者波芬邁爾配音杜芬舒斯博士；創作者馬許配音法蘭西斯·莫來管隊長；奧莉維亞·奧爾森聲演凡妮莎，杜芬舒斯博士的女兒；泰勒·曼聲演卡爾，莫來管的天才實習生；艾莉森·斯通勒聲演鄰居伊莎貝拉，一個甜美的墨西哥裔/猶太女孩，暗戀飛哥；米切爾·莫索聲演傑洛米，凱蒂絲的暗戀對象，後來成為她的男友；梅迪森·佩蒂絲聲演阿蒂森，女童軍「美眉家族」的成員。
該節目配音組織負責選擇大部分聲優，根據目標受眾的喜好選擇主要角色配音演員。波芬邁爾和馬許則負責挑選嘉賓，他們會邀請「真正想合作」的演員，也會尋找能為節目帶來有趣氣場的嘉賓角色。
本系列的嘉賓明星包括流行文化人物如達米安·路易斯、拳擊手依凡德·何利菲德、影星克蘿麗絲·利奇曼和班·史提勒，以及流行歌手凱莉·克拉克森。波芬邁爾和馬許還邀請了《洛基恐怖秀》明星蒂姆·克里和巴里·博斯威克作為嘉賓，而《洛基恐怖秀》創作者理查德·奧布萊恩則配音勞倫斯·弗萊徹。《頂級跑車秀》明星傑瑞米·克拉克森、理查德·哈蒙德和詹姆斯·梅也在一集中作為賽車評論員客串出演。其他嘉賓還包括蒂娜·菲、賽斯·麥克法蘭、大衛·米切爾、賈瑞特·雷迪克、克雷·艾肯、夏卡·康和凱文·史密斯。

### 音樂
本系列以原創歌曲聞名，自第一季集數《Flop Starz》起，幾乎每集都會出現歌曲。迪士尼高層特別喜愛該集的歌曲〈Gitchee, Gitchee Goo〉，並要求之後的每集都必須包含歌曲。 這些音樂使本系列共獲得四項艾美獎提名：2008年第60屆黃金時段艾美獎創意藝術獎兩項提名（主題曲及《Dude, We're Getting the Band Back Together}》歌曲〈I Ain't Got Rhythm〉），以及2010年第37屆日間創意藝術艾美獎兩項提名（《Oh, There You Are, Perry》歌曲〈Come Home Perry〉以及由丹尼·雅各布創作的原創配樂）。
《飛哥與小佛》遵循波文邁爾與馬許在編寫《洛可的摩登生活》時發展的結構慣例，每集都包含「一首歌曲或音樂表演，以及一場大型動作/追逐場面」。 兩位創作者皆具音樂背景，波文邁爾在大學時期曾演奏搖滾樂，而馬許的祖父則是樂團指揮萊斯·布朗。
本系列歌曲涵蓋多種曲風，從16世紀義大利牧歌到百老匯音樂劇曲調。 每首歌曲都是在集數製作過程中密集完成，從概念、配樂到歌詞迅速成形。 波文邁爾與馬許能在一小時內「創作幾乎任何題材的歌曲」。 完成歌曲後，他們會在週五晚上透過答錄機向系列作曲家丹尼·雅各布演唱，週一時歌曲便完成製作。
片頭曲〈Today is Gonna Be a Great Day〉由美國樂團保齡湯樂團演唱，於2008年獲艾美獎提名。 創作者原本寫了一首較慢的歌曲，更符合「經典迪士尼歌曲」風格，但網路方面為了吸引兒童，要求改成搖滾版本，最後採用了搖滾曲風。

2009年10月，第二季播出一集名為《飛哥與小佛音樂剪輯倒數》的片段集，聚焦於系列音樂，並展示觀眾票選的十大歌曲。 該節目有續集《飛哥與小佛音樂剪輯倒數，主持人為凱莉·奧斯本》，於2013年6月28日播出。奧斯本以真人形式主持，杜芬舒斯博士與單元組長則以動畫形式出現。

### 結局與復興
本系列於2011年8月續訂第四季，該季原本計劃作為最終季；長達一小時的完結篇《Last Day of Summer》於2015年6月12日播出。波文邁爾與馬許續留該頻道，並共同創作了新系列《米羅的莫非命運》，於2016年至2019年間播出。。
2023年1月，迪士尼品牌電視部於宣布復活《飛哥與小佛》，將推出跨越兩季共40集的新內容；同年5月，波文邁爾確認這兩季中的第一季將視為整個系列的第五季。
第五季於2025年6月5日在迪士尼頻道首播首兩集，並於6月6日起在Disney+平台上線。

## 標準對白
《飛哥與小佛》有一些在固定情況下會出現的標準對白。有時候這些對白會由不同角色說出，或者內容發生一些變化。
- 我知道今天要做什麼了。（I know what we're gonna do today.）

飛哥在想到要進行的活動時經常對小佛說的話。這通常也代表當集的主題。
- 你在做什…麼？（Whatcha do-ing?）

當飛哥與小佛決定當天要做什麼，伊莎貝拉常常出現問飛哥這句話，並且希望自己能幫忙。有時候這句話由其他角色說出，伊莎貝拉會因此不高興。如果飛哥以外之人說這句話時她不在場，有可能會有某些感應。
- 咦，泰瑞咧？（Hey, where's Perry?）

當飛哥與小佛決定當天要做的事以後，經常緊接發現找不到泰瑞。這句話經常由飛哥口中說出，但是其他角色也可能會說，有時候甚至有可能搶著說。接著就是泰瑞前往基地報到或直接出任務。
- 你們……年紀會不會太小了點？（Aren't you a little young to...）

飛哥與小佛開始進行他們的活動時，與他們接洽的人或警衛常會問他們的話。飛哥常回答：「是的，是太小了。」不過也有例外。另外，這句話也有變形，如凱蒂絲、小佛和杜芬舒斯都被問過做某件事會不會太老了。
- 我恨你，鴨嘴獸泰瑞！（Curse you, Perry the Platypus!）

杜芬舒斯被泰瑞打敗時常見的呼喊。有時候視情況會更換受詞，例如大手漢斯、鄰居菲爾。杜芬舒斯的香港粵語版配音員高翰文把這句話説成：“我詛咒你，鴨嘴獸泰瑞！”
- 你們要倒大楣了! (You're going to be busted!)

凱蒂絲在發現她的兩個弟弟又有新發明時，想讓他們倒大楣時常見的呼喊。有時候會持續喊：「倒楣！倒楣！倒楣！（Bust! Bust! Bust!）」
- 快去阻止他！(Go to stop him！)

當莫來管隊長宣布任務後，就會對鴨嘴獸泰瑞說：「快去阻止他(杜芬舒斯)」有時是由凱爾說出。
- 你在這啊！泰瑞(There you are! Perry)

當泰瑞出完任務回到飛哥身邊時，飛哥就會說：「你在這啊!泰瑞」有時會加「原來」或著說：「是你!泰瑞(Perry! That's you)」。
- 我就可以征服三州地區！ (I can conquer the Tri-State Area!)

杜芬舒斯介紹完陰謀或小時候的悲慘回憶給泰瑞聽之後的呼喊，有時會把「三洲地區」改成「丹村」或「世界」。
- 可…可…可是(But... But... But... )

凱蒂絲無法將飛哥做的好事告訴媽的常見呼喊。
- 杜芬舒斯博士的邪惡企業（香港版為「最邪惡的杜芬舒斯公司」）-(Doofenshmirtz Evil Incorporated!)

鴨嘴獸泰瑞要去阻止杜芬舒斯的邪惡計畫的音樂，由旁白說出，有時改成別的地點，例：「杜芬舒斯女巫的邪惡城堡(隨後被漢斯糾正是巫師)」、「杜芬舒斯的垃圾場」。
- 特務P-(Agent P)

鴨嘴獸派泰瑞從密道到宣布任務地點時的音樂，由旁白(2-4由凱爾)說出，有時改成「泰瑞」。

## 背景事物
介紹作品中的背景相關建築跟其他和飛哥小佛、杜芬舒斯相關物品

## 評價

### 批判性評價
本劇整體上獲得了正面評價。《紐約時報》給予好評，形容本劇為「帶有間諜情節並融合大量魔幻現實主義的《蓋酷家庭》。」該報認為劇中大量出現的大眾文化參照「運用得極其巧妙，使其看起來聰明而非廉價。」惠特妮·馬瑟森在她於《今日美國》的部落格《Pop Candy》中表示，該劇是兒童節目的一大成就，稱讚其劇本寫作，並將其形容為「動畫版的《派克·路易斯不能輸》。」
Common Sense Media的艾蜜莉·艾許比（Emily Ashby）讚賞該劇的幽默與劇情，並給予四顆星（滿分五顆）的評價。《西雅圖時報》則稱該劇劇情「英勇」，主要角色則是「年輕英雄」。《綜藝》指出該劇因其「機智與無禮的幽默感」而對各年齡層具有吸引力。
其他評論也強調該劇在成年觀眾中亦受歡迎；麗貝卡·賴特（Rebecca Wright）在《Elastic Pops》上寫道：「作為一名成年人，我真的很喜歡觀看這張《飛哥與小佛》的DVD，我認為這是一部全家人都會喜歡的節目。」她亦表示本劇「無禮而俏皮的風格」讓人聯想到《波波鹿與飛天鼠》。《连线》的馬特·布魯姆（Matt Blum）則在評論中提到，他「幾乎能和孩子一起看任何東西，但他其實會期待與孩子一同觀看《飛哥與小佛》。」
此外，多位知名藝人也是本劇的粉絲，包括鮑伯·尤班克斯、安東尼·拉帕里亞、班·史提勒、夏卡·康和杰克·吉林哈尔等。
部分負面評論則指責本劇缺乏原創性。《Toon Zone》的馬克西·宙斯（Maxie Zeus）指出該劇「明顯為模仿之作，甚至省略了那些被模仿作品中最優秀的元素」，並批評編劇，認為某些笑點與橋段是從其他節目「抄襲而來」。《Sun Coast Today》的Kevin McDonough則批評該劇劇情過於複雜、節奏緊湊，且「角色幾乎無所不能」。他表示：「觀眾很難判斷《飛哥與小佛》到底是為兒童設計，還只是成年動畫師的幼稚玩鬧產物。」《好萊塢報導》的瑪麗蓮·莫斯(Marylin Moss)
形容《飛哥與小佛》「相當無腦，但各年齡層的孩子可能都能從中找到幽默片段」，她雖批評劇情重複，但仍稱讚音樂風格與客串明星表現。
影評人阿蘭·塞平沃爾與麥特·佐勒·塞茨在其2016年合著的《電視（書籍）TV (The Book)》一書中給予本劇正面評價，寫道：「在電視中，公式常被視為想像力匱乏的象徵……但《飛哥與小佛》卻能同時展現出極富創意與徹底遵循公式的特質，將重複結構作為穩固框架，承載各種奇幻想法。」兩人還補充說：「角色對公式的自覺與偏離，迅速成為該劇最富創意的笑料來源之一。」

### 收視率
該系列的首集〈Rollercoaster〉於2007年8月17日以預告特輯形式播出，吸引了總計1080萬名觀眾收看，並保留了超過一半接續播出節目《歌舞青春2》創下紀錄的觀眾人數。該劇於翌年2月正式首播後，成為有線電視中最受兒童與青少年收看的動畫影集首播節目。在接下來的一季中，該節目曾一度成為6至10歲與9至14歲觀眾群中收視率最高的動畫影集，同時也是6至10歲觀眾收視率第三高的有線動畫節目。至2008年5月宣布續訂第二季時，本劇已成為6至11歲與9至14歲年齡層中收視率最高的節目之一。
〈最後的最後〉於Disney Channel播出時吸引了370萬觀眾。〈Perry Lays an Egg〉與〈Gaming the System〉兩集則在播出當晚的時段中，於6至11歲與9至14歲年齡層觀眾中創下全頻道最高收視紀錄，使本劇成為當週在其目標觀眾群中收視率最高的動畫節目。至2009年6月7日，迪士尼宣佈該劇已成為6至10歲與9至14歲觀眾群中黃金時段收視最高的動畫節目。
〈飛哥與小佛：聖誕特輯〉於迪士尼XD首播時吸引了262萬名觀眾，成為該頻道（包括前身Toon Disney）歷來收視率最高的節目，也是當晚全頻道第三高收視節目。該集於迪士尼頻道首播時收視高達520萬，為該劇截至當時收視率最高的一集，並在該週所有節目中名列第五。
〈飛哥與小佛：暑假特輯〉首播時吸引386.2萬名觀眾，收視佔2至11歲兒童的22%、青少年的13%、家庭戶數的5%與18至49歲成人的3%，當晚為收視第一名節目，並在當週所有節目中排名第25名。該集於迪士尼XD播出時收視達132萬名觀眾，其中6至11歲男孩觀眾達36.5萬人，獲得2.9的收視率。該集於2010年8月2日播出的1小時版本為Disney XD上本劇歷來收視第二高的集數，僅次於2009年12月播出的〈Phineas and Ferb Christmas Vacation〉。

### 獎項與提名
| 獎項                 | 年份   | 提名 | 類別                                 | 結果 | 參考   |
| -------------------- | ------ | --- | ------------------------------------ | ---- | ------ |
| 安妮獎               | 2009年 | 《飛哥與小佛》 | 最佳動畫電視節目                     | 提名 | [ 66 ] |
| 安妮獎               | 2010年 | "Nerds of a Feather" | 電視製作最佳編劇                     | 提名 | [ 67 ] |
| 安妮獎               | 2021年 | 艾希莉·緹絲黛爾（《飛哥與小佛電影版：凱蒂絲對抗宇宙》）                                                                                                   | 動畫電視／廣播節目中配音表現傑出成就 | 提名 | [ 68 ] |
| 英國電影學院兒童獎   | 2008年 | 《飛哥與小佛》 | 最佳國際節目                         | 提名 | [ 69 ] |
| 英國電影學院兒童獎   | 2009年 | 《飛哥與小佛》 | 最佳國際節目                         | 提名 | [ 70 ] |
| 英國電影學院兒童獎   | 2010年 | 《飛哥與小佛》 | 最佳國際節目                         | 提名 | [ 71 ] |
| 英國電影學院兒童獎   | 2011年 | 《飛哥與小佛》 | 最佳國際節目                         | 提名 | [ 72 ] |
| 英國電影學院兒童獎   | 2012年 | 《飛哥與小佛》 | 最佳國際節目                         | 提名 | [ 73 ] |
| 英國電影學院兒童獎   | 2014年 | 《飛哥與小佛》 | BAFTA兒童觀眾票選：電視節目          | 提名 | [ 74 ] |
| 評論家選擇電視獎     | 2013年 | 《飛哥與小佛》 | 最佳動畫影集                         | 提名 | [ 75 ] |
| 評論家選擇電視獎     | 2014年 | 《飛哥與小佛》 | 最佳動畫影集                         | 提名 | [ 76 ] |
| 日間艾美獎           | 2010年 | 《飛哥與小佛》 | 動畫類傑出編劇                       | 獲獎 | [ 77 ] |
| 日間艾美獎           | 2010年 | 〈Come Home Perry〉 | 兒童與動畫類節目原創歌曲獎           | 提名 | [ 78 ] |
| 日間艾美獎           | 2010年 | 丹尼·雅各布（Danny Jacob） | 音樂指導與配樂傑出成就獎             | 提名 | [ 78 ] |
| 日間艾美獎           | 2010年 | 羅伯特·普爾二世（Robert Poole II）、羅比·史密斯（Robbi Smith）與羅伊·布拉維曼                                                                             | 實景與動畫節目音效剪輯傑出成就獎     | 提名 | [ 78 ] |
| 日間艾美獎           | 2015年 | 《飛哥與小佛：救救夏天》 | 動畫特別類節目獎                     | 提名 |        |
| 日間艾美獎           | 2021年 | 丹·波文邁爾、傑夫‧馬許、喬恩·科爾頓·巴里、吉姆·伯恩斯坦、約書亞·普魯埃特、凱特·康德爾、杰弗裡·M·霍華德及鮑勃·鮑文（《飛哥與小佛電影版：凱蒂絲對抗宇宙》） | 日間動畫節目編劇團隊獎               | 獲獎 | [ 79 ] |
| 日間艾美獎           | 2021年 | 〈Such a Beautiful Day〉 | 學齡前、兒童或動畫節目原創歌曲獎     | 提名 | [ 79 ] |
| 尼克墨西哥兒童選擇獎 | 2011年 | 《飛哥與小佛》 | 最受歡迎卡通節目                     | 獲獎 | [ 80 ] |
| 尼克频道儿童选择奖   | 2009年 | 《飛哥與小佛》 | 最受歡迎卡通                         | 提名 | [ 81 ] |
| 尼克频道儿童选择奖   | 2010年 | 《飛哥與小佛》 | 最受歡迎卡通                         | 提名 | [ 82 ] |
| 尼克频道儿童选择奖   | 2011年 | 《飛哥與小佛》 | 最受歡迎卡通                         | 提名 | [ 83 ] |
| 尼克频道儿童选择奖   | 2012年 | 《飛哥與小佛》 | 最受歡迎卡通                         | 提名 | [ 84 ] |
| 尼克频道儿童选择奖   | 2013年 | 《飛哥與小佛》 | 最受歡迎卡通                         | 提名 | [ 85 ] |
| 尼克频道儿童选择奖   | 2014年 | 《飛哥與小佛》 | 最受歡迎卡通                         | 提名 | [ 86 ] |
| 尼克频道儿童选择奖   | 2015年 | 《飛哥與小佛》 | 最受歡迎卡通                         | 提名 | [ 87 ] |
| 尼克频道儿童选择奖   | 2016年 | 《飛哥與小佛》 | 最受歡迎卡通                         | 提名 | [ 88 ] |
| 尼克频道儿童选择奖   | 2021年 | 《飛哥與小佛電影版：凱蒂絲對抗宇宙》 | 最受歡迎動畫電影                     | 提名 | [ 89 ] |
| 黃金時段艾美獎       | 2008年 | "Today is Gonna Be a Great Day" | 戲劇類最佳主題音樂                   | 提名 | [ 90 ] |
| 黃金時段艾美獎       | 2008年 | "I Ain't Got Rhythm" | 最佳原創音樂與歌詞                   | 提名 | [ 90 ] |
| 黃金時段艾美獎       | 2009年 | "The Monster of Phineas-n-Ferbenstein" | 最佳短篇動畫節目                     | 提名 | [ 91 ] |
| 黃金時段艾美獎       | 2011年 | 吉兒·丹尼爾斯（《Wizard of Odd》） | 動畫類傑出個人表現獎                 | 獲獎 | [ 91 ] |
| 黃金時段艾美獎       | 2011年 | 布萊恩·伍德（《Wizard of Odd》） | 動畫類傑出個人表現獎                 | 獲獎 | [ 91 ] |
| 黃金時段艾美獎       | 2012年 | 吉兒·丹尼爾斯（《Doof Dynasty》） | 動畫類傑出個人表現獎                 | 獲獎 | [ 92 ] |
| 黃金時段艾美獎       | 2012年 | 丹·波文邁爾 （《飛哥與小佛電影版：超時空之謎》） | 傑出配音表現獎                       | 提名 | [ 93 ] |
| 黃金時段艾美獎       | 2012年 | "The Doonkleberry Imperative" | 最佳短篇動畫節目                     | 提名 | [ 94 ] |
| 黃金時段艾美獎       | 2014年 | "Thanks But No Thanks" | 最佳短篇動畫節目                     | 提名 | [ 94 ] |
| 黃金時段艾美獎       | 2016年 | "Last Day of Summer" | 最佳動畫節目                         | 提名 | [ 95 ] |
| 海灣卡通節           | 2009年 | 飛哥與小佛 | 最佳兒童電視影集                     | 獲獎 | [ 96 ] |
| 海灣卡通節           | 2009年 | 飛哥與小佛 | 特別提名：最佳Flash動畫              | 獲獎 | [ 96 ] |

## 電玩遊戲
飛哥與小佛在迪士尼動畫中一炮而紅，而迪士尼也開發許多相關的遊戲。以下介紹不包含官網小遊戲。
飛哥與小佛(Phineas and Ferb)
- 平台:NDS

飛哥與小佛 - 傳輸終結者末日(Transportinators of Doom)
- 平台:線上遊戲(單人)

飛哥與小佛 - 機器人王國
- 平台:手機I-mobile

飛哥與小佛的再次冒險(Ride Again)
- 平台:NDS

飛哥與小佛 - 超時空末日(Dimension of Doom)
- 平台:線上遊戲(單人)

迪士尼明星派對(Disney Star Party)
- 平台:Wii

飛哥與小佛 - 超時空冒險(版本1)(Across to the 2nDimension)
- 平台:PS3、Wii、Xbox360
- 故事版本跟NDS版不同

飛哥與小佛 - 超時空冒險(版本2)(Across to the 2nDimension)
- 平台:NDS
- 故事版本有別於PS3、Wii、Xbox360的版本

鸭嘴兽泰瑞在哪里(Where's My Perry?)
- 平台:iOS, Android, Windows Phone/Windows 10 Mobile, Windows 8/8.1/10

迪士尼：无限系列(Disney Infinty Series)
- 平台:XBox 360, XBox one, Wii, Wii U, Windows, Windows 8/8.1/10, Mac OS X, iOS, Android, NDS（仅限第一代）, Apple TV OS, PS4

## 其它相關作品

### 小說
- 超時空之謎(Across to the 2nd Dimension)

故事和電影版無任何差別，只是大量加入電玩版劇情和電影的刪減片段。
- 派瑞呢(Where`s Perry)

派瑞在杜芬舒斯陰錯陽差把凱爾變邪惡時，自己反被杜芬舒斯所有終結者意外"消滅"了...(?)
- 飛哥與小佛：凱蒂絲對抗宇宙(Phineas and Ferb: Candance Against the Universe)

故事和電影版無任何差別。

### 故事書
- 噢，聖誕樹(Oh Christmas Tree)
- 我的有趣情人節(My funny Valentine)
- (Haunted Hayride)
- (Just Squidding)
- 學校最棒的一天(The Best school Day Ever)

### 漫畫
- That's Snow Man, That's a Monster!
- Ferb's Words of Wisdom
- 生日快樂，派瑞(Happy birthday ,Perry)
- 杜芬舒斯監獄屋(Jailhouse Doof )
- 那是活的(It's Alive! )
- 飛哥小佛拯救美國(Phineas and Ferb Save America )
- Dino-Might!
- Bones of Doom
- 橡皮人(Rubber Man)
- Isabella the Hero
- P Versus P
- Phineas and Ferb Spin-Offs
- Everything's Better with Perry
- Go West, Young Ferb
- Last Episode
- Masquerade

## 相關節目和客串作品
- 飛哥小佛脫口秀(Take two with Phineas and Ferb)

主要是敘述飛哥小佛和他們的朋友與北美明星們的互動。
- 飛哥小佛真人表演話劇(Phineas and Ferb Best Live Tour)

演員都穿著飛哥與小佛人物的服裝演出歌舞、台劇。故事敘述飛哥小佛和大家想辦法如何度過暑假最後幾天，內容也穿插一些常見的電視版歌曲。
- 大家來找碴（Spot the Diff）

挑選一些原本的集數，另外製作畫面有問題的集數來對應。兩者先後播出，讓觀眾找出畫面上哪裡有問題。這些原始集數和對應集數分別是《The Fast and the Phineas》和《The Fast and the Ferbulous: Danville Drift》、《Lawn Gnome Beach Party of Terror》和《Lawn Gnome Beach Party of Error!》、《It's a Mud, Mud, Mud, Mud World》和《It's a Mud World After All》、《Toy to the World》和《Toy to You and Me》。

## 播出時間
| 頻道       | 片名                             | 所在地      | 播映日期       | 播出時間 | 備註                   |
| 首播       | 首播                             | 首播        | 首播           | 首播     | 首播                   |
| ---------- | -------------------------------- | ----------- | -------------- | -------- | ---------------------- |
| 迪士尼頻道 | 飛哥與小佛                       | 臺灣        | 2007年8月17日  | 21：00   | 首播                   |
| 待查中     | 飛哥與小佛                       | 德国        | 2007年9月22日  | 待查中   | 首播                   |
| 待查中     | 飛哥與小佛                       | 荷蘭        | 2009年2月1日   | 待查中   | 首播                   |
| 迪士尼頻道 | 飛哥與小佛電影版：超時空之謎     | 臺灣        | 2011年8月5日   | 18：00   | 原創電影               |
| 迪士尼頻道 | 飛哥與小佛電影版：超時空之謎     | 香港        | 2011年8月15日  | 18：00   | 原創電影               |
| CCTV-6     | 飛哥與小佛電影版：超時空之謎     | 中国        | 2012年8月18日  | 22：09   | 原創電影               |
| 迪士尼頻道 | 飛哥與小佛：宇宙無敵！跨年大倒數 | 臺灣        | 2012年12月31日 | 21：00   | 連播24小時（跨年特輯） |
| 迪士尼頻道 | 飛哥與小佛：漫威英雄任務         | 臺灣        | 2013年10月10日 | 24：00   | 電視電影               |
| 迪士尼頻道 | 飛哥與小佛：救救夏天             | 臺灣        | 2014年7月18日  | 17：30   | 電視電影               |
| 迪士尼頻道 | 飛哥與小佛：星際大戰             | 臺灣        | 2014年8月15日  | 19：30   | 電視電影               |
| 迪士尼頻道 | 飛哥與小佛：IQ第一等             | 臺灣        | 2014年9月11日  | 18：00   | 電視                   |
| 迪士尼頻道 | 飛哥與小佛：驚魂夜               | 臺灣        | 2014年10月31日 | 20：00   | 電視電影               |
| 迪士尼頻道 | 飛哥與小佛：五動奇蹟             | 臺灣        | 2014年12月31日 | 20：00   | 連播28小時（跨年特輯） |
| 迪士尼頻道 | 飛哥與小佛：暑假的最後一天       | 美国        | 2015年6月12日  | 21：00   | 電視首播大結局         |
| 迪士尼頻道 | 飛哥與小佛：暑假的最後一天       | 臺灣 · 香港 | 2015年8月21日  | 19：30   | 電視首播大結局         |
| 迪士尼頻道 | 飛哥與小佛：十年之後             | 臺灣        | 2015年8月21日  | 19：15   | 暑假日記的末尾         |
| 迪士尼頻道 | 飛哥與小佛：特務檔案             | 臺灣        | 2016年1月1日   | 18：30   | 電視                   |

## 重播
| 頻道       | 片名                         | 所在地 | 播映日期       | 播出時間 | 備註     |
| 重播       | 重播                         | 重播   | 重播           | 重播     | 重播     |
| ---------- | ---------------------------- | ------ | -------------- | -------- | -------- |
| 迪士尼頻道 | 飛哥與小佛：時光旅行         | 臺灣   | 2014年7月16日  | 11：00   | 電視電影 |
| 迪士尼頻道 | 飛哥與小佛：漫威英雄任務     | 臺灣   | 2014年7月16日  | 19：30   | 電視電影 |
| 迪士尼頻道 | 飛哥與小佛：暑假特輯         | 臺灣   | 2014年7月17日  | 17：30   | 電視電影 |
| 迪士尼頻道 | 飛哥與小佛：救救夏天         | 臺灣   | 2014年7月25日  | 11：00   | 電視電影 |
| 迪士尼頻道 | 飛哥與小佛：救救夏天         | 臺灣   | 2014年8月1日   | 23：00   | 電視電影 |
| 迪士尼頻道 | 飛哥與小佛電影版：超時空之謎 | 臺灣   | 2014年10月10日 | 13：30   | 原創電影 |

## 作品的變遷
| 台灣 迪士尼頻道 星期一至四 18:30－19:00 6月30日起星期一至五18:00－19:00 | 台灣 迪士尼頻道 星期一至四 18:30－19:00 6月30日起星期一至五18:00－19:00 | 台灣 迪士尼頻道 星期一至四 18:30－19:00 6月30日起星期一至五18:00－19:00   |
| ----------------------------------------------------------------------- | ----------------------------------------------------------------------- | ------------------------------------------------------------------------- |
|                                                                         | 飛哥與小佛 重播                                                         |                                                                           |
| 巴啦啦小魔仙之奇蹟舞步 （2014年5月26日－8月12日）                       | 停播                                                                    |                                                                           |
| 星期日 14:02－14:30                                                     |                                                                         |                                                                           |
| 外星人田中太郎 （2014年6月14日－7月5日）                                | 飛哥與小佛 （2015年7月12日－7月19日）                                   | 終極蜘蛛俠：酷網戰士                                                      |
| 星期一至四 18:00－19:00                                                 |                                                                         |                                                                           |
| 冒險王奇克                                                              | 飛哥與小佛 （2015年7月6日－8月13日）                                    | 好膽嘜走                                                                  |
| 星期一至四 17:30－19:30（連播四集）                                     |                                                                         |                                                                           |
| 外星人田中太郎                                                          | 飛哥與小佛的暑假日記 （2015年8月17日－8月26日）                         | 小雙俠 （2015年8月31日－）飛哥與小佛 (重播) 哈囉！小梅子 （19:00－20:00） |

## 註解
1. ↑  2025年5月26日首播一組，2025年6月5日正式首播一集兩組；2025年6月6日率先上架十集。

## 外部連結
- 迪士尼頻道
- 飛哥與小佛百科全书 (Wikia英文百科全书)
- TV.com對集數的介紹 （页面存档备份，存于）